# Cypripedium Gisela
Cypripedium Gisela — первичный искусственный гибрид семейства Орхидные.
Используется в качестве декоративного садового растения.

## Биологическое описание
Высота 30—45 см. В хороших условиях за несколько лет сформируется большой куст. Например, 3 его саженца в саду селекционера уже через 5 лет дали 25 цветков, через 8 — 152, а через 9 — 250.
Цветки красно-пурпурные с белым. Губа округлая светлая, разрисованна сеткой жилок в тон тёмным листочкам. Отобрана форма в пурпурных и желтоватых тонах 'Yellow'.

## В культуре
Относительно легкий в культуре. Темп роста медленный.
Зоны морозостойкости: 5—7.
Период цветения: лето.
Местоположение: полутень, тень. Почва влажная, нейтральная.

## Грексы созданные с участиемCypripediumGisela
По данным The International Orchid Register, на ноябрь 2018 года.
- Florence P.Corkhill, 2007 (= Cypripedium Gisela × Cypripedium fasciolatum)
- Geisha Burch & Perakos, 2010 (= Cypripedium Gisela × Cypripedium candidum)
- GPH Crimson Promise R.Burch, 2010 (= Cypripedium Gisela × Cypripedium Maria)
- GPH Crimson Challenger R.Burch, 2010 (= Cypripedium franchetii × Cypripedium Gisela)
- Lisbeth M.Döpper, 2004 (= Cypripedium Gisela × Cypripedium calceolus)
- Sam Saulys P.Perakos, 2009 (= Cypripedium Gisela × Cypripedium ×andrewsii)
- Spirit of Violet O.Vossler, 2009 (= Cypripedium Gisela × Cypripedium macranthos)